# لیکویو (نبراسکا)

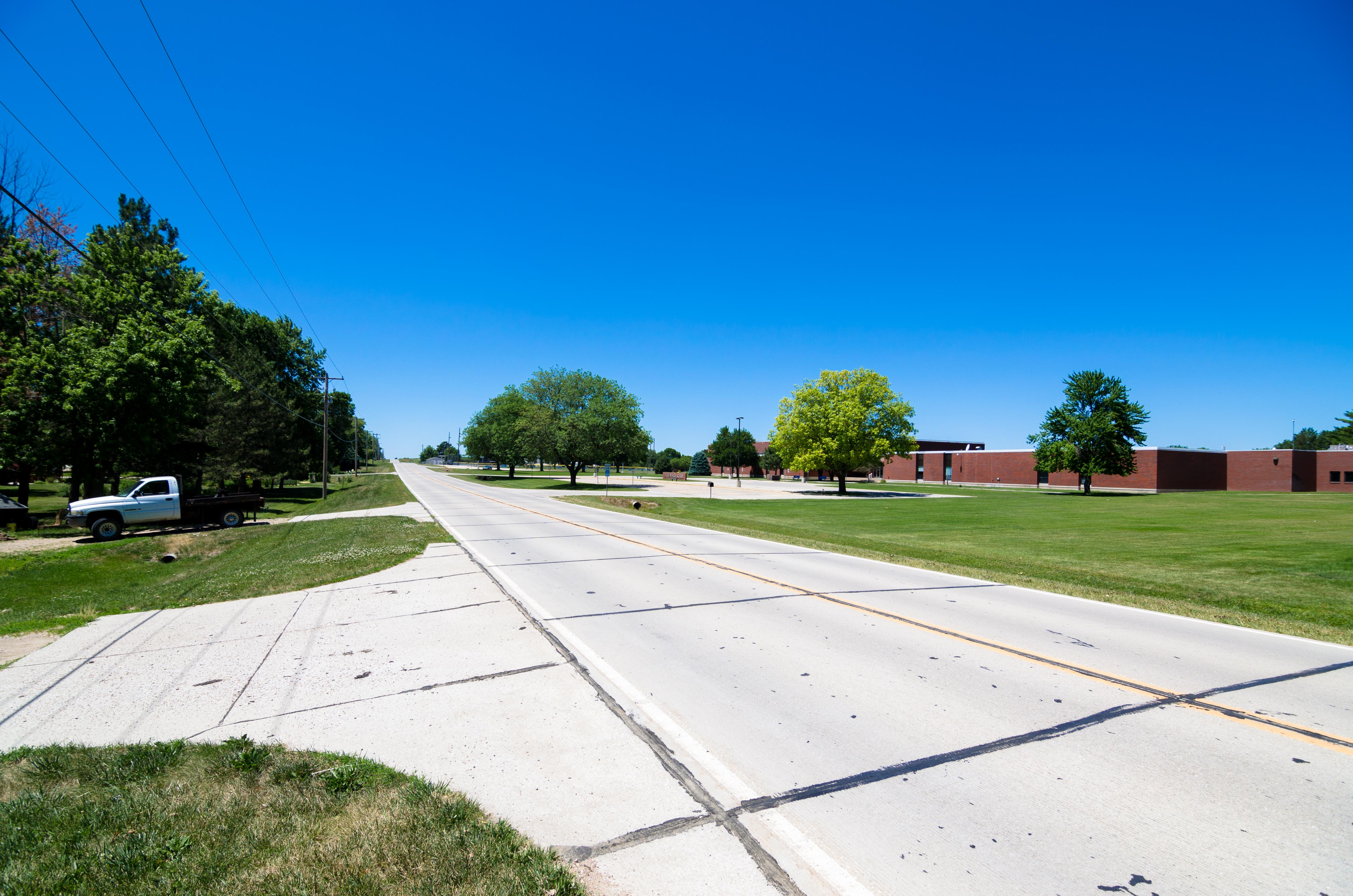
نمایی از دبیرستان لیکویو در ایالت نبراسکا - ۲۰۱۷

لیکویو(به انگلیسی: Lakeview) شهری در ایالت نبراسکا کشور ایالات متحده آمریکا است که جمعیت آن در سرشماری سال ۲۰۱۰ میلادی، ۳۱۷ نفر بوده‌است.